# Gabriela Orvošová
Gabriela Orvošová (ur. 28 stycznia 2001) – czeska siatkarka, grająca na pozycji atakującej. 
Po zakończonym sezonie 2022/2023 została najlepszą siatkarką Czech sezonu 2022/2023.

## Sukcesy klubowe

### młodzieżowe
Mistrzostwa Czech Kadetek:
- 2017[5]

### seniorskie
MEVZA - Liga Środkowoeuropejska:
- 2019
- 2018

Liga czeska:
- 2019[6]
- 2018

Puchar Czech:
- 2019[7], 2020

Superpuchar Polski:
- 2022[8]

Liga polska:
- 2023[9], 2024[10]

Puchar Challenge:
- 2025[11]

## Sukcesy reprezentacyjne
Liga Europejska:
- 2019[12]
- 2022[13], 2024[14]
- 2018